# Anton Tkáč
Anton Tkáč, né le 30 mars 1951 à Lozorno et mort le 22 décembre 2022 à Bratislava, est un coureur cycliste sur piste tchécoslovaque.
Cet athlète d'un mètre 83 a notamment été champion olympique de vitesse lors des Jeux de 1976 à Montréal, en battant Daniel Morelon en finale. Il a également été deux fois champion du monde amateur de cette discipline, en 1974 et 1978.

## Palmarès

### Jeux olympiques
- Montréal 1976
  -  Champion olympique de vitesse

### Championnats du monde amateurs
- Leicester 1970
  -  Médaillé de bronze du kilomètre
- Montréal 1974
  -  Champion du monde de vitesse
- Munich 1978
  -  Champion du monde de vitesse

## Récompenses
- Cycliste tchécoslovaque de l'année : 1974, 1976 et 1978